# Кресс (Техас)
Кресс (англ. Kress) — місто (англ. city) в США, в окрузі Свішер штату Техас. Населення — 596 осіб (2020).

## Географія
Кресс розташований за координатами 34°21′57″ пн. ш. 101°44′54″ зх. д. / 34.36583° пн. ш. 101.74833° зх. д. (34.365819, -101.748428).  За даними Бюро перепису населення США в 2010 році місто мало площу 1,48 км², з яких 1,44 км² — суходіл та 0,04 км² — водойми.

## Демографія
Згідно з переписом 2010 року, у місті мешкало 715 осіб у 257 домогосподарствах у складі 209 родин. Густота населення становила 482 особи/км².  Було 285 помешкань (192/км²).
Расовий склад населення:
| - 68,5 % — білих - 4,6 % — чорних або афроамериканців - 1,0 % — корінних американців - 0,3 % — вихідців з тихоокеанських островів - 0,1 % — азіатів - 24,2 % — осіб інших рас |

До двох чи більше рас належало 1,3 %. Частка іспаномовних становила 61,7 % від усіх жителів.
За віковим діапазоном населення розподілялося таким чином: 29,8 % — особи молодші 18 років, 58,0 % — особи у віці 18—64 років, 12,2 % — особи у віці 65 років та старші. Медіана віку мешканця становила 35,3 року. На 100 осіб жіночої статі у місті припадало 106,1 чоловіків;  на 100 жінок у віці від 18 років та старших — 99,2 чоловіків також старших 18 років.
Середній дохід на одне домашнє господарство  становив 51 978 доларів США (медіана — 45 781), а середній дохід на одну сім'ю — 56 422 долари (медіана — 53 393). За межею бідності перебувало 7,7 % осіб, у тому числі 11,5 % дітей у віці до 18 років та 12,2 % осіб у віці 65 років та старших.
Цивільне працевлаштоване населення становило 299 осіб. Основні галузі зайнятості: роздрібна торгівля — 29,1 %, освіта, охорона здоров'я та соціальна допомога — 22,7 %, виробництво — 12,0 %, сільське господарство, лісництво, риболовля — 10,7 %.